# Brian Bell
Brian Bell (Iowa City, 9 de desembre de 1968) és un guitarrista i compositor estatunidenc. Malgrat ser músic des de 1989, és més conegut per ser guitarrista de la banda Weezer, a la qual es va unir l'any 1993 per substituir Jason Cropper. Paral·lelament també té la seva pròpia banda anomenada Space Twins i un darrer projecte anomenat The Relationship.

## Biografia
Bell va néixer a Iowa City fill de Tom Bell i Linda Menasco, professors d'universitat i d'escola respectivament, però va créixer a Knoxville (Tennessee). Aviat es va interessar per la música i es va obsessionar per la col·lecció de discos que tenia el seu pare de tal manera que els volia escoltar contínuament. La seva mare el va obligar a fer classes de piano malgrat que ell volia aprendre a tocar la guitarra. Fins a l'institut no li van permetre a prendre classes de guitarra seguint les ensenyances de Ben Bolt. Poc després va començar a tocar en la banda dels seus amics Trey Counce i Glenn Maloof, anomenada Blooshroom.
En completar els estudis a l'institut (1987) va renunciar a anar a la universitat perquè ho considerava una pèrdua de diners i va traslladar-se a Los Angeles. El 1991 va fundar el grup Carnival Art on tocava el baix. Després de publicar tres àlbums oficials sense cap repercussió a nivell de vendes, la banda va desaparèixer. Els membres de Weezer ja coneixien a Bell i quan van conèixer la desintegració del seu grup, van contactar amb ell perquè s'unís a Weezer, ja que veien en ell alguna cosa especial.

## Carrera musical

### Weezer
Brian Bell es va unir a Weezer l'any 1993 durant l'enregistrament del disc The Blue Album substituint Jason Cropper. Des de llavors continua formant part de la banda. Bell toca la guitarra principal, la guitarra rítmica i fa veus addicionals, i en els concerts toca diversos instruments. Malgrat que les lletres de totes les cançons de Make Believe fan referència a Rivers Cuomo, Bell va compondre algunes seccions de diverses cançons com "We Are All on Drugs" o "This Is Such a Pity".
Cap al 2005, en alguns concerts o actuacions en viu, Bell va fer de cantant de diverses cançons com "Why Bother?", "Smile", "Getchoo" i "Keep Fishin'". Posteriorment, el 2008 van publicar la primera cançó escrita i cantada per Bell, fou "It's Easy".

### Space Twins
Durant molts anys, Bell és el líder del seu propi grup de rock, Space Twins, malgrat que des de la seva creació l'any 1993 ha tingut diverses formacions. El grup ha publicat tres EPs i un LP (The End of Imagining), però des del 2006 no han desenvolupat nous treballs, ja que Bell s'ha centrat en altres projectes paral·lels.

### The Relationship
El projecte alternatiu que manté en actiu Bell és la banda The Relationship. Malgrat crear-se l'any 2006, l'àlbum de debut no es va publicar fins al 2010 amb el mateix nom del grup. Entre les cançons llançades destaca "Hand to Hold" que va compondre Bell amb Rivers Cuomo. Tanmateix, va decidir no incloure la cançó en l'àlbum de debut i va aparèixer en la pàgina de MySpace que té la banda.

### Altres projectes
Junt al company de Weezer Patrick Wilson van col·laborar en la versió cover de la cançó "Heroin" de Velvet Underground per la pel·lícula Factory Girl (2006). A part de col·laborar en la música, Bell hi va aparèixer interpretant a Lou Reed, líder de la banda Velvet Underground.
A finals de 2006, Lyon Guitars va treure una sèrie de guitarra d'edició limitada coneguda amb el nom de "Limited Edition 2006", on cada una té la firma de Bell.
També ha començat a fer tasques de producció musical i el seu debut és en l'àlbum d'Ultra Sonic Edukators.

## Discografia

### Weezer
- Weezer (1994)
- Pinkerton (1996)
- Weezer (2001)
- Maladroit (2002)
- Make Believe (2005)
- Weezer (2008)
- Raditude (2009)
- Hurley (2010)
- Death to False Metal (2010)

### Space Twins
- The End of Imagining (2003)

### Carnival Art
- Thrumdrone (1991)
- Welcome to Vas Llegas (1992)

### Homie
- Banda sonora de Meet the Deedles (1998) - veus addicionals a "American Girls"